# Station City
Station City, også kendt som Station 1, var en politistation under Københavns Politi, der var beliggende på Halmtorvet på Vesterbro.

## Historie
Station City rykkede ind i kontorhuset Borgenhus på Halmtorvet 20 i 1994 og forlod bygningen i februar 2024 efter problemer med skimmelsvamp. Det var planen, at politiet ville forlade bygningen i løbet af 2025 grundet pladsmæssige problemer.
Efter lukningen er de cirka 435 medarbejdere, der hidtil arbejdede på Station City flyttet til flere adresser i København. Dele af beredskabet er flyttet til Toftegårds Plads i Valby, mens andre dele af beredskabet er flyttet til Station Bellahøj. Andre medarbejdere er flyttet til Rentemestervej i Nordvestkvarteret.
Frem til 2015 var Station City åben for borgerhenvendelser, men denne del blev dengang flyttet til en ny politiekspedition på Københavns Hovedbanegård.
Station City blev i 1990'erne landskendt via tv-serien Historier fra en politistation.
Fra 2025 ombygges huset til hotel.